# Pfunds
Pfunds település Ausztriában, Tirolban a Landecki járásban található. Területe 140,4 km², lakosainak száma 2544 fő, népsűrűsége 18 fő/km² (2014. január 1-jén). A település 970 méter tengerszint feletti magasságban helyezkedik el.

## Népesség
| Lakosok száma | 1675 | 1439 | 1590 | 2148 | 2519 | 2546 | 2536 | 2544 | 2570 | 2585 |
|               | 1869 | 1910 | 1939 | 1981 | 2003 | 2006 | 2010 | 2014 | 2017 | 2021 |

## Fordítás
- Ez a szócikk részben vagy egészben  a   Pfunds című angol Wikipédia-szócikk ezen változatának fordításán alapul.  Az eredeti cikk szerkesztőit annak laptörténete sorolja fel. Ez a jelzés csupán a megfogalmazás eredetét és a szerzői jogokat jelzi, nem szolgál a cikkben szereplő információk forrásmegjelöléseként.